# Daphnée Bravard
Pour les articles homonymes, voir Bravard.
Daphnée Bravard, née à Charleville-Mézières est un agent sportif, une des rares femmes exerçant cette activité en France dans le monde du football, la cinquième à posséder une licence d’agent émise par la Fédération française de football (FFF), et la première à avoir concrétisé pour un de ces joueurs un contrat en Ligue 1.

## Biographie
Elle est née à Charleville-Mézières en Ardennes et partage sa vie depuis la fin des années 1990 avec un ancien footballeur professionnel, Miguel Cervantes. Précédemment responsable d'une agence de travail temporaire à Paris, elle décide de changer de vie après avoir survécu au tsunami du 26 décembre 2004 et de « créer quelque chose  ». 
En 2005, elle décide de devenir agent de joueur, sollicitée par des jeunes d’une association à laquelle elle se consacrait aussi,  des adolescents désireux de bénéficier de conseils, dont plusieurs footballeurs ayant intégré des centres de formation. Pendant deux ans, Daphnée Bravard apprend les  bases juridiques de ce métier,  ainsi que les règlements de la FIFA et de la FFF encadrant cette activité. 
En 2007, elle fait partie des 600 candidats, dont 599 hommes, inscrits à l'examen. Elle  obtient le diplôme. Elle devient ainsi la cinquième femme en France à posséder cette licence d'agent sportif. Un an plus tard, Miguel Cervantes décide de participer à ses côtés à sa nouvelle activité.
Elle figure donc dans la liste des agents sportifs disposant d'une licence officielle et agréés par la FFF. Elle s’occupe d’une petite dizaine de jeunes joueurs,  en début de carrière, dont une moitié de professionnels. « Les autres agents ne s’intéressent pas aux jeunes étant donné que ce n’est pas rémunérateur. Moi, je m’y intéresse parce que je privilégie le relationnel et que je vis des aventures humaines extraordinaires avec eux  », explique –t-elle. 
En janvier 2013, Daphnée Bravard a fait signer l'un de ses joueurs, le défenseur Lindsay Rose, au VAFC (Valenciennes Football Club). «Elle a défendu son dossier avec rigueur et professionnalisme, c’était son premier transfert et elle ne voulait pas se tromper. Elle réussira », indique Jean-Raymond Legrand, le président du VAFC avec qui elle a négocié. Elle est devenue à cette occasion la première femme à transférer un joueur vers une équipe de Ligue 1 . Elle s’occupe aussi du gardien Anthony Mfa Mezui.